# De Grebmolen
De Grebmolen is een in 1875 gebouwde poldermolen met een eikenhouten achtkant bij Huiskebuurt, in het buitengebied van Warmenhuizen. De molen, die een eerdere schepradmolen verving die na blikseminslag was uitgebrand, is een zogenaamde grondzeiler. Samen met een elektrisch gemaal bemaalt de molen thans de 162 hectare grote Grebpolder en verzorgt de onderbemaling van de polder Geesterambacht. Tot 1925 heeft de molen de Grebpolder uitsluitend op windkracht bemalen. Het gevlucht is uitgerust met  fokken op beide roeden. De molen is verder uitgerust met een stalen vijzel, die het water uitmaalt in de polder Geesterambacht.
De Grebmolen is eigendom van het Hoogheemraadschap Hollands Noorderkwartier.
Strijkmolens:
Strijkmolen B ·
Strijkmolen C ·
Strijkmolen D ·
Strijkmolen E ·
Ambachtsmolen ·
Strijkmolen I ·
Strijkmolen K ·
Strijkmolen L

Poldermolens:
Bosmolen ·
Hargermolen ·
Groetermolen ·
De Grebmolen ·
Slootgaardmolen ·
Poldermolen Waarland ·
Molen D / Oosterdel ·
Molen A ·
Sluismolen ·
Damlandermolen ·
Philisteinse Molen ·
Wimmenumer Molen ·
Geestmolen ·
Robonsbosmolen ·
De Viaan ·
De Eendracht

Korenmolens:
De Groot ·
Kijkduin (Schoorl) ·
't Roode Hert -
De Gouden Engel -
De Otter (Oterleek)

Molenstichting Alkmaar